# جوان و بی‌گناه
جوان و بی‌گناه (انگلیسی: Young and Innocent) فیلمی در ژانر دلهره آور جنایی به کارگردانی آلفرد هیچکاک است که در سال ۱۹۳۷ منتشر شد. از بازیگران آن می‌توان به جری ورنو، جان لانگدن و پرسی مارمونت اشاره کرد.

## خلاصه داستان
زنی بازیگر توسط همسرش که به دوستان او حسادت می‌کرد به قتل می‌رسد. روز بعد، نویسنده‌ای به نام «رابرت تیسدال» که یکی از دوستان او بود، جسدش را در ساحل پیدا می‌کند. او برای تماس به پلیس فرار می‌کند اما دو شاهدی که این ماجرا را می‌بینند تصور می‌کنند او قاتلی است که پا به فرار گذاشته است. او دستگیر می‌شود و…